# Primenjena etika
Primenjena etika se odnosi na praktičnu primenu moralnih razmatranja. To je etika usredsređena na dela realnog sveta i njihova moralna razmatranja u oblastima privatnog i javnog života, profesija, zdravlja, tehnologije, zakona i liderstva. Na primer, bioetička zajednica bavi se identifikovanjem korektnog pristupa moralnim pitanjima nauke o životu, kao što su eutanazija, alokacija oskudnih zdravstvenih resursa, ili upotreba ljudskih embriona u istraživanju. Ekološka etika bavi se ekološkim pitanjima, poput odgovornosti vlade i korporacija da očiste zagađenje. Poslovna etika obuhvata pitanja koja se tiču obaveza ili dužnosti „uzbunjivača” za širu javnost ili njihove odanosti poslodavcima.
Primenjena etika je proširila opseg etičkih studija izvan područja akademskog filozofskog diskursa. Polje primenjene etike, u njegovom današnjem obliku, proizašlo je iz rasprava o brzom medicinskom i tehnološkom napretku tokom ranih 1970-ih i sada je uspostavljeno kao potdisciplina moralne filozofije. Međutim, primenjena etika je po svojoj prirodi multiprofesionalni predmet, jer zahteva specijalizovano razumevanje potencijalnih etičkih pitanja u oblastima kao što su medicina, biznis ili informaciona tehnologija. U današnje vreme, etički kodeksi ponašanja postoje u gotovo svakoj profesiji.
Primenjeni etički pristup ispitivanju moralnih dilema može da poprimi mnoštvo različitih oblika. Jedan od najuticajnijih i najčešće korišćenih pristupa u bioetici i zdravstvenoj etici je četveroprincipni pristup koji su razvili Tom Bošamp i Džejms Čildres. Njihov pristup, koji se obično naziva principlizam, uključuje razmatranje i primenu četiri prima facie etička principa: autonomija, nezloćudnost, dobročinstvo i pravda.

## Osnova teorije
Primenjena etika se razlikuje od normativne etike, koja se odnosi na standarde za ispravno i pogrešno ponašanje, i od metaetike koja se odnosi na prirodu etičkih svojstava, izjava, stavova i procena.
Iako se ove tri oblasti etike razlikuju, one su takođe međusobno povezane. Upotreba primenjenog etičkog pristupa često se zasniva na određenim normativnim etičkim teorijama, kao što su sledeće:
1. Utilitarizam, gde se praktične posledice različitih pristupa vrednuju pod pretpostavkom da će pravi pristup biti onaj koji ima za posledicu najveću sreću. Glavni razvoji ove teorije su ostvareni zaslugama Džeremija Bentama i Džona Stjuarta Mila, koji su pravili razliku između delovanja i vladavine utilitarističkog morala. Kasniji razvoji su isto tako doveli do prilagođavanja teorije, pri čemu su najpoznatiji doprinosi Henrija Sidžika koji je uveo ideju motiva ili namere u moralnost, i Pitera Singera koji je uveo ideju preferencije u donošenju moralnih odluka.
2. Deontološka etika, skup pojmova koji se zasnivaju na 'pravilima', tj. pretpostavci postojanja obaveze izvršavanja 'ispravne' radnje, bez obzira na stvarne posledice (što je iskazano po zamisli Imanuela Kanta o kategoričkom imperativu, koja je bila centar Kantove etičke teorije zasnovane na dužnosti). Jedna druga ključna deontološka teorija je Prirodni zakon, koji je snažno razvio Toma Akvinski i važan je deo učenja katoličke crkve o moralima.
3. Etika vrline koja proizlazi iz aristotelovskih i konfučijanskih shvatanja, koja tvrdi da će ispravna akcija biti ona koju izabere odgovarajući 'vrli' agent.

## Literatura
- Chadwick, R.F. (1997). Encyclopedia of Applied Ethics. London: Academic Press. ISBN 0-12-227065-7.
- Singer, Peter (1993). Practical Ethics. Cambridge University Press. ISBN 0-521-43971-X. (monograph)
- Cohen, Andrew I. (2005). Contemporary Debates in Applied Ethics. Wiley-Blackwell. ISBN 978-1-4051-1548-3.
- LaFollette, Hugh (2002). Ethics in Practice (2nd Edition). Blackwell Publishing. ISBN 0-631-22834-9.
- Singer, Peter (1986). Applied Ethics. Oxford University Press. ISBN 0-19-875067-6.
- Frey, R.G. (2004). A Companion to Applied Ethics. Blackwell. ISBN 1-4051-3345-7.
- Adams, Robert Merrihew (avgust 1976). „Motive Utilitarianism”. Journal of Philosophy. 73 (14): 467—481. JSTOR 2025783. doi:10.2307/2025783.
- Alican, Necip Fikri (1994). Mill's Principle of Utility: A Defense of John Stuart Mill's Notorious Proof. Amsterdam and Atlanta: Editions Rodopi B.V. ISBN 978-90-518-3748-3.
- Anscombe, G. E. M. (januar 1958). „Modern Moral Philosophy”. Philosophy. 33 (124): 1—19. JSTOR 3749051. doi:10.1017/s0031819100037943.
- Ashcraft, Richard (1991). John Locke: Critical Assessments. Routledge.
- Bayles, M. D. (1968). Contemporary Utilitarianism. Anchor Books, Doubleday.
- Bentham, Jeremy (januar 2009). An Introduction to the Principles of Morals and Legislation (Dover Philosophical Classics). Dover Publications Inc. ISBN 978-0486454528.
- Bentham, Jeremy (2001). The Works of Jeremy Bentham: Published under the Superintendence of His Executor, John Bowring. 1. Adamant Media Corporation. ISBN 978-1402163937.
- Bentham, Jeremy; Dumont, Etienne; Hildreth, R (novembar 2005). Theory of Legislation: Translated from the French of Etienne Dumont. Adamant Media Corporation. ISBN 978-1402170348.
- Brandt, Richard B. (1979). A Theory of the Good and the Right. Clarendon Press. ISBN 978-0-19-824550-6.
- Bredeson, Dean (2011). „Utilitarianism vs. Deontological Ethics”. Applied Business Ethics: A Skills-Based Approach. Cengage Learning. ISBN 978-0-538-45398-1.
- Broome, John (1991). Weighing Goods. Oxford: Basil Blackwell.
- Dancy, Jonathan (2000). „Mill's Puzzling Footnote”. Utilitas. 12 (2): 219. doi:10.1017/S095382080000279X.
- Dennett, Daniel (1995). Darwin's Dangerous Idea. Simon & Schuster. ISBN 978-0-684-82471-0.
- Feldman, Fred (maj 1993). „On the Consistency of Act- and Motive-Utilitarianism: A Reply to Robert Adams”. Philosophical Studies. 70 (2): 201—12. doi:10.1007/BF00989590.
- Gauthier, David (1963). Practical Reasoning: The Structure and Foundations of Prudential and Moral Arguments and Their Exemplification in Discourse. Oxford University Press. ISBN 978-0198241904.
- Gay, John (2002). „Concerning the Fundamental Principle of Virtue or Morality”.  Ур.: Schneewind, J. B. Moral Philosophy from Montaigne to Kant. Cambridge University Press. ISBN 978-0521003049.
- Goodin, Robert E. (maj 1995). Utilitarianism as a Public Philosophy. Cambridge University Press. ISBN 978-0521468060.
- Goodstein, Eban (2011). „Chapter 2: Ethics and Economics”. Economics and the Environment. Wiley. ISBN 978-0-470-56109-6.
- Habib, Allen (2008), Promises, in the Stanford Encyclopedia of Philosophy.
- Halevy, Elie (1966). The Growth of Philosophic Radicalism. Beacon Press. ISBN 978-0-19-101020-0.
- Hall, Everett W. (1949). „The 'Proof' of Utility in Bentham and Mill”. Ethics. 60 (1): 1—18. JSTOR 2378436. doi:10.1086/290691.
- Hardin, Russell (maj 1990). Morality within the Limits of Reason. University of Chicago Press. ISBN 978-0226316208.
- Hare, R. M. (1972—1973). „The Presidential Address: Principles”. Proceedings of the Aristotelian Society, New Series. 73: 1—18. JSTOR 4544830. doi:10.1093/aristotelian/73.1.1.
- Hare, R. M. (1981). Moral thinking: its levels, method, and point. Oxford New York: Clarendon Press Oxford University Press. ISBN 9780198246602.
- Harsanyi, John C. (zima 1977). „Morality and the theory of rational behavior”. Social Research. 44 (4): 623—56. JSTOR 40971169.

Reprinted as: Harsanyi, John C. (1982), „Morality and the theory of rational behaviour”,  Ур.: Sen, Amartya; Williams, Bernard, Utilitarianism and beyond, Cambridge: Cambridge University Press, стр. 39—62, ISBN 9780511611964.
- Harsanyi, John C. (jun 1975). „Can the Maximin Principle Serve as a Basis for Morality? A Critique of John Rawls's Theory of Justice”. American Political Science Review. 69 (2): 594—606. JSTOR 1959090. doi:10.2307/1959090.
- Hooker, Brad (oktobar 2002). Ideal Code, Real World: A Rule-Consequentialist Theory of Morality. Clarendon Press. ISBN 978-0199256570.
- Hooker, Brad (9. 9. 2011). „Chapter 8: The Demandingness Objection”.  Ур.: Chappell, Timothy. The problem of moral demandingness: new philosophical essays. Palgrave Macmillan. ISBN 9780230219403.
- Hume, David (2002). „An Enquiry Concerning the Principles of Morals”.  Ур.: Schneewind, J. B. Moral Philosophy from Montaigne to Kant. Cambridge University Press. ISBN 978-0521003049.
- Hutcheson, Francis (2002). „The Original of Our Ideas of Beauty and Virtue”.  Ур.: Schneewind, J. B. Moral Philosophy from Montaigne to Kant. Cambridge University Press. ISBN 978-0521003049.
- Kagan, Shelly (april 1991). The Limits of Morality (Oxford Ethics Series). Clarendon Press. ISBN 978-0198239161.
- Kagan, Shelly (leto 1984). „Does Consequentialism Demand too Much? Recent Work on the Limits of Obligation”. Philosophy & Public Affairs. 13 (3): 239—254. JSTOR 2265413.
- Lyons, David (novembar 1965). Forms and Limits of Utilitarianism. Oxford University Press(UK). ISBN 978-0198241973.
- McCloskey, H. J. (1963). „A Note on Utilitarian Punishment”. Mind. 72 (288): 599. JSTOR 2251880. doi:10.1093/mind/LXXII.288.599.
- McCloskey, H. J. (oktobar 1957). „An Examination of Restricted Utilitarianism”. Philosophical Review. 66 (4): 466—85. JSTOR 2182745. doi:10.2307/2182745.
- Mill, John Stuart (1998).  Crisp, Roger, ур. Utilitarianism. Oxford University Press. ISBN 978-0-19-875163-2.
- Mill, John Stuart (februar 2011). A System of Logic, Ratiocinative and Inductive (Classic Reprint). Forgotten Books. ISBN 978-1440090820.
- Mill, John Stuart (1981). „Autobiography”.  Ур.: Robson, John. Collected Works, volume 31. University of Toronto Press. ISBN 978-0-7100-0718-6.
- Moore, G. E. (1903). Principia Ethica. Prometheus Books UK. ISBN 978-0879754983.
- Nagel, Thomas (2012). The Possibility of Altruism. Princeton University Press, New Ed edition. ISBN 978-0691020020.
- Norcross, Alastair (2009). „Two Dogmas of Deontology: Aggregation, Rights and the Separateness of Persons” (PDF). Social Philosophy and Policy. 26: 76. doi:10.1017/S0265052509090049. Архивирано из оригинала (PDF) 27. 11. 2009. г. Приступљено 29. 6. 2012.
- Oliphant, Jill (2007). OCR Religious Ethics for AS and A2. Routledge.
- Paley, William (2002). „The Principles of Moral and Political Philosophy”.  Ур.: Schneewind, J. B. Moral Philosophy from Montaigne to Kant. Cambridge University Press. ISBN 978-0521003049.
- Parfit, Derek (januar 1986). Reasons and Persons. Oxford Paperbacks. ISBN 978-0198249085.
- Popkin, Richard H. (oktobar 1950). „A Note on the 'Proof' of Utility in J. S. Mill”. Ethics. 61 (1): 66—68. JSTOR 2379052. doi:10.1086/290751.
- Popper, Karl (2002). The Open Society and Its Enemies. Routledge. ISBN 978-0-415-29063-0.
- Rawls, John (22. 3. 2005). A Theory of Justice. Harvard University Press; reissue edition. ISBN 978-0674017726.
- Rosen, Frederick (2003). Classical Utilitarianism from Hume to Mill. Routledge.
- Ryder, Richard D (2002). Painism: A Modern Morality. Centaur Press.
- Scheffler, Samuel (avgust 1994). The Rejection of Consequentialism: A Philosophical Investigation of the Considerations Underlying Rival Moral Conceptions, Second Edition. Clarendon Press. ISBN 978-0198235118.
- Schneewind, J. B. (1977). Sidgwick's Ethics and Victorian Moral Philosophy. Oxford University Press. ISBN 978-0198245520.
- Shaw, William (novembar 1998). Contemporary Ethics: Taking Account of Utilitarianism. Wiley-Blackwell. ISBN 978-0631202943.
- Sidgwick, Henry (januar 1981). Methods of Ethics. Hackett Publishing Co, Inc; 7th Revised edition. ISBN 978-0915145287.
- Singer, Peter (2001). Animal Liberation. Ecco Press. ISBN 978-0060011574.
- Slote, Michael (1995). „The Main Issue between Unitarianism and Virtue Ethics”. From Morality to Virtue. Oxford University Press. ISBN 978-0-19-509392-6.
- Slote, Michael (1984). „Satisficing Consequentialism”. Proceedings of the Aristotelian Society, Supplementary Volumes. 58: 139—76. JSTOR 4106846. doi:10.1093/aristoteliansupp/58.1.139.
- Smart, J. J. C.; Williams, Bernard (januar 1973). Utilitarianism: For and Against. Cambridge University Press. ISBN 978-0521098229.
- Smart, J. J. C. (1956). „Extreme and Restricted Utilitarianism”. Philosophical Quarterly. 6 (25): 344—54. JSTOR 2216786. doi:10.2307/2216786.
- Smart, R. N. (oktobar 1958). „Negative Utilitarianism”. Mind. 67 (268): 542—43. JSTOR 2251207. doi:10.1093/mind/LXVII.268.542.
- Smith, Wilson (jul 1954). „William Paley's Theological Utilitarianism in America”. William and Mary Quarterly. Third Series. 11 (3): 402—424. JSTOR 1943313. doi:10.2307/1943313.
- Soifer, Eldon (2009). Ethical Issues: Perspectives for Canadians. Broadview Press. ISBN 978-1-55111-874-1.
- Urmson, J. O. (1953). „The Interpretation of the Moral Philosophy of J. S. Mill”. Philosophical Quarterly. 3 (10): 33—39. JSTOR 2216697. doi:10.2307/2216697.

## Spoljašnje veze
- Standard Bibliography PhilPapers Applied Ethics - Bibliography - PhilPapers
- Chris Young, How to teach an introduction to applied ethics
- Australian Association for Professional and Applied Ethics
- Berman Institute of Bioethics, Johns Hopkins Institute Архивирано на веб-сајту  (24. октобар 2018)
- Canadian Centre for Ethics in Public Affairs
- Centre for Advanced Research in Management and Applied Ethics
- Center for Practical Bioethics
- Centre for Research Ethics and Bioethics
- MacLean Center for Clinical Medical Ethics
- Markkula Center for Applied Ethics at Santa Clara University
- W. Maurice Young Centre for Applied Ethics at the University of British Columbia
- Nuffield Council on Bioethics